# الاتحاد الفرنسي
الاتحاد الفرنسي (بالفرنسية: Union française) هو اتحاد سياسي أنشأته الجمهورية الفرنسية الرابعة ليحل محل التنظيم الاستعماري الفرنسي القديم و لإنهاء ما كان يعرف بنظام قانون الأهالي.

## التاريخ
تأسس الاتحاد الفرنسي بموجب الدستور الفرنسي الصادر في 27 أكتوبر 1946 (الجمهورية الرابعة). بموجبها، قيل أنه لا توجد مستعمرات فرنسية، ولكن فرنسا متروبوليتانية وإدارات ما وراء البحار وأقاليم ما وراء البحار مجتمعة لإنشاء اتحاد فرنسي واحد، أو فرنسا واحدة فقط.
كان الهدف من هذا الاتحاد هو "استيعاب أقاليم ما وراء البحار في فرنسا الكبرى، التي يسكنها مواطنون فرنسيون، وتباركها الثقافة الفرنسية".[3] في حين أن النظام الاستعماري البريطاني كان لديه حكومات استعمارية محلية والتي ستتطور في النهاية إلى حكومات وطنية منفصلة، أرادت فرنسا إنشاء حكومة واحدة تحت دولة فرنسية واحدة.
كان لهذا الاتحاد الفرنسي رئيس ومجلس أعلى وجمعية. وكان الرئيس هو رئيس الجمهورية. كان لجمعية الاتحاد عضوية من مجلس الجمهورية، ومن الجمعية الوطنية ومن المجالس الإقليمية لأقاليم ومقاطعات ما وراء البحار، لكن في النهاية لم يكن لها أي سلطة. وفي نهاية المطاف، اجتمع المجلس الأعلى ثلاث مرات فقط، أولها في عام 1951. كانت الجمعية هي المؤسسة الوحيدة التي تعمل فعليًا والتي يمكنها إدارة التشريعات داخل أقاليم ما وراء البحار.
في الواقع، كان للمناطق الاستعمارية تمثيل ولكن ظلت كل السلطة في البرلمان الفرنسي، وبالتالي كانت مركزية. كان للمستعمرات مجالس محلية، لكن كانت لها سلطة محلية محدودة فقط. بدلاً من ذلك، نما العديد من السكان الأصليين لأقاليم ما وراء البحار في فرنسا نفسها وشكلوا مجموعة من النخب، معروفة باسم "التطوريين".
في 31 يناير 1956، ردًا على ثورة التحرير الجزائر، تغير النظام، حيث تخلى عن الاستيعاب لصالح الحكم الذاتي، مما سمح للأقاليم بتطوير حكومتها المحلية والحصول في النهاية على استقلالها. ومع ذلك، لم ينجح هذا التعديل، وفي عام 1958 تم استبدال الاتحاد الفرنسي بالمجتمع الفرنسي في جمهورية شارل ديجول الخامسة حيث أصبحت فرنسا اتحادًا من الدول ذات الحكم الذاتي الخاص بها.